# سجلات ريديك
سجلات ريديك (بالإنجليزية: The Chronicles of Riddick)‏ هو فيلم أكشن خيال علمي من إخراج ديفيد توهي وبطولة فين ديزل، كولم فيور، كيث ديفيد، اليكسا دافالوس وكارل أوربان. صدر الفيلم في 11 يونيو 2004.

## وصلات خارجية
- سجلات ريديك على موقع IMDb (الإنجليزية)
- سجلات ريديك على موقع ميتاكريتيك (الإنجليزية)
- سجلات ريديك على موقع روتن توميتوز (الإنجليزية)
- سجلات ريديك على موقع نتفليكس (الإنجليزية)
- سجلات ريديك على موقع قاعدة بيانات الأفلام العربية
- سجلات ريديك على موقع ألو سيني (الفرنسية)
- سجلات ريديك على موقع Turner Classic Movies (الإنجليزية)
- سجلات ريديك على موقع أول موفي (الإنجليزية)
- سجلات ريديك على موقع بوكس أوفيس موجو (الإنجليزية)
- سجلات ريديك على موقع فيلمافينيتي (الإسبانية)